# Veryday
Veryday (bis 2012 Ergonomidesign) ist ein führendes schwedisches Unternehmen im Bereich des Industriedesigns mit Sitz in Stockholm und Filialen in Tokio, Hongkong, London und Bern.

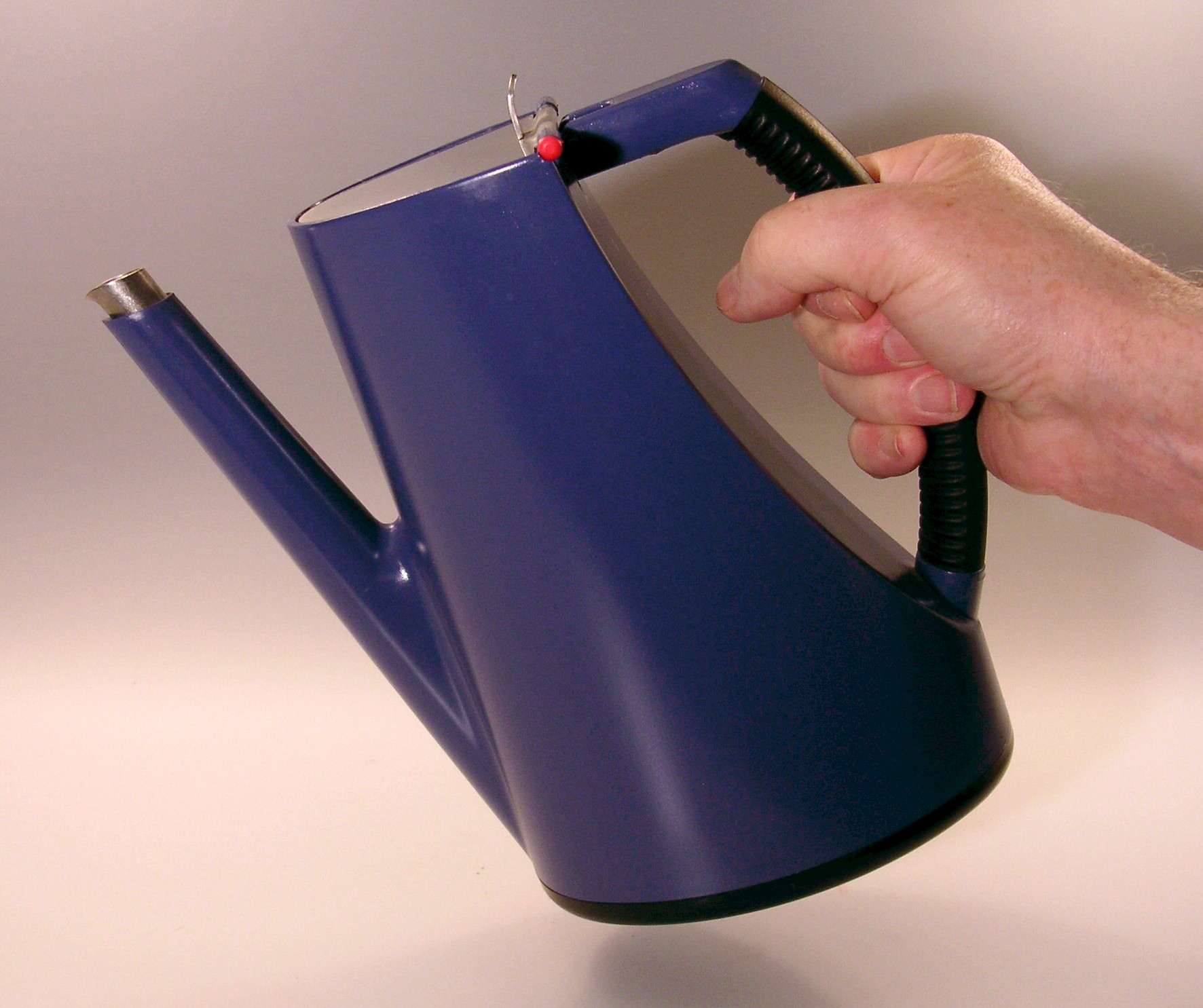
Die SAS-Kanne von 1988

Das Unternehmen ist ursprünglich eine Fusion von Designgruppen, das von einigen jungen Designern 1969 gestartet wurde und dem Unternehmen Ergonomidesign, das 1971 von Henrik Wahlfors reorganisiert wurde. 1979 beschlossen die beiden Unternehmen, zur Ergonomi Design Gruppen zusammenzugehen. Seit 2001 heißt das Unternehmen wieder Ergonomidesign.
Wie bei vielen anderen jungen Designunternehmen im Schweden der 1970er Jahre sollten Hilfsmittel für Körperbehinderte ein Hauptprodukt von Ergonomi Design Gruppen werden. 1972 führten zwei der Gründer, Maria Benktzon und Sven-Erik Juhlin, umfassende ergonomische und  physiologische Studien durch, um beispielsweise die Grifffreundlichkeit von Brotmessern und Handwerkzeugen zu untersuchen. Das Resultat wurde eine lange Reihe ergonomisch geformter Gegenstände für Handikapporganisationen, Werkzeughersteller und die Pharmaindustrie. Für SAS entwickelte Ergonomidesign 1988 eine tropffreie Kabinenkanne, die in über 100.000 Exemplaren hergestellt wurde und die von ca. 20 Fluggesellschaften weltweit eingesetzt wird. Das Unternehmen ist bekannt für seine Maschinenentwürfe, die Unfälle und Belastungsschäden minimieren.